# Adam Ebbin
Adam Paul Ebbin (sinh ngày 10 tháng 11 năm 1963) là một chính khách người Mỹ làm Thượng nghị sĩ từ Quận 30 của Thượng viện Virginia kể từ tháng 1 năm 2012. Thành viên của Đảng Dân chủ, ông đã phục vụ bốn nhiệm kỳ với tư cách là Hạ nghị sĩ của Quận 49 của Hạ viện Virginia từ năm 2004 đến 2012.
Là một người đồng tính nam cởi mở, Ebbin đã nhiều lần làm nên lịch sử thông qua thành công bầu cử của mình. Năm 2003, ông trở thành người đồng tính công khai đầu tiên và người LGBT công khai đầu tiên được bầu vào Hạ viện Virginia và Đại hội đồng Virginia. Năm 2011, ông trở thành người đồng tính công khai đầu tiên và người LGBT công khai đầu tiên được bầu vào Thượng viện Virginia.
Ebbin là một trong năm người LGBT công khai phục vụ trong Đại hội đồng Virginia (cùng với Mark Sickles, Mark Levine, Dawn Adams và Danica Roem).

## Tuổi thơ
Một sinh viên tốt nghiệp năm 1985 của Đại học Hoa Kỳ tại Washington, D.C., Ebbin là thành viên của Viện Lãnh đạo Chính trị Sorensen của Đại học Virginia năm 2000. Là một nhà hoạt động lâu năm của Đảng Dân chủ, Ebbin đã dành một thập kỷ cho ủy ban trung ương nhà nước của đảng và là đại biểu cho cả hai công ước quốc gia Dân chủ năm 2000 và 2004.

## Đời tư
Một cựu chủ tịch của Virginia Partisans Gay & Lesbian Democratic Club, Ebbin là quan chức được bầu chọn đồng tính công khai thứ ba ở Virginia và là thành viên đồng tính công khai đầu tiên của Đại hội đồng Virginia. Các chiến dịch của anh đã giành được sự ủng hộ của Gay & Lesbian Victory Fund. Trước đây, ông được Servicemembers Legal Defense Network làm Giám đốc Truyền thông.